# Dennis Sheperd

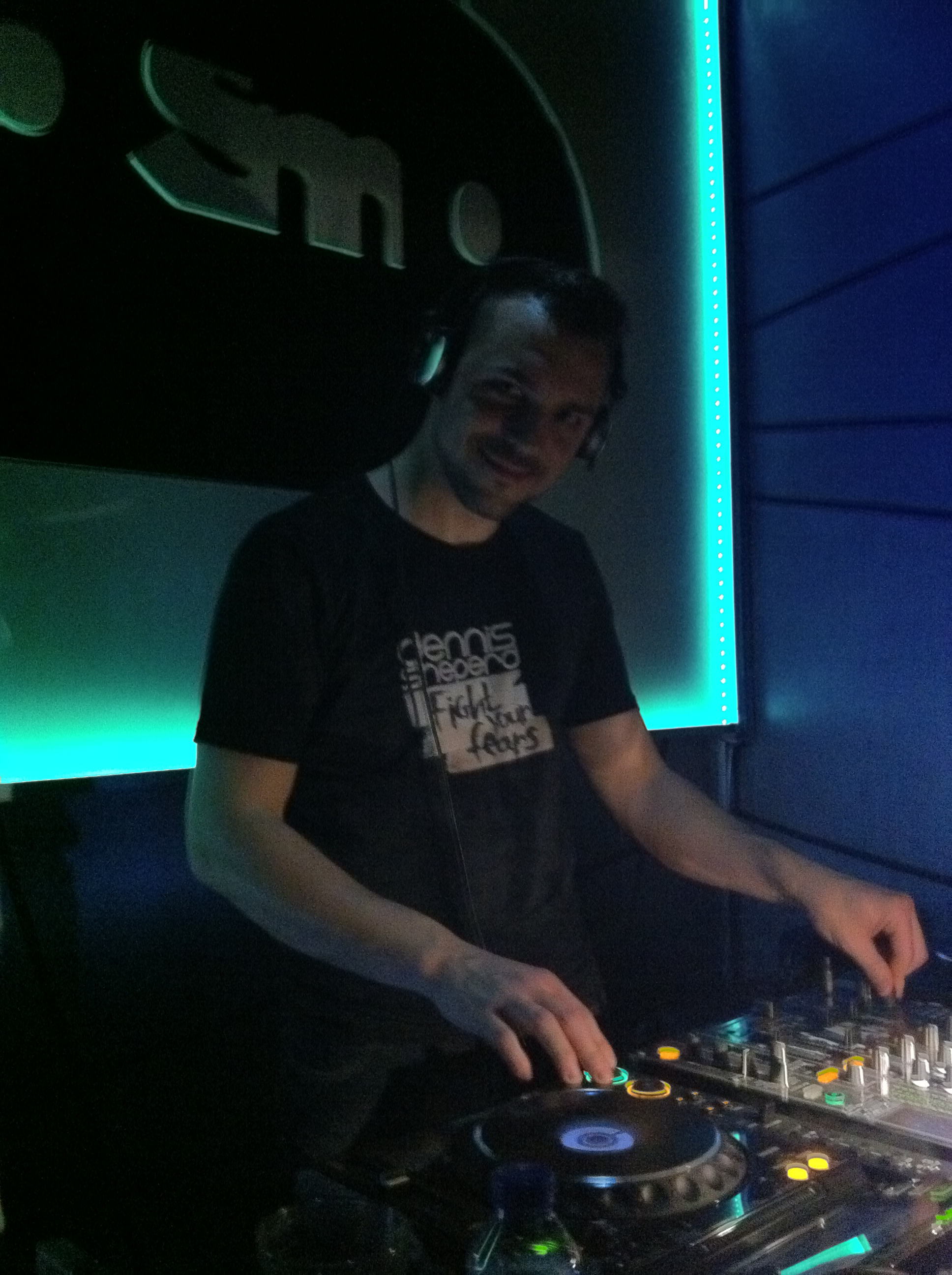
Dennis Sheperd bei einer Album Release Party im Club Cosmo, Sofia am 18. April 2015

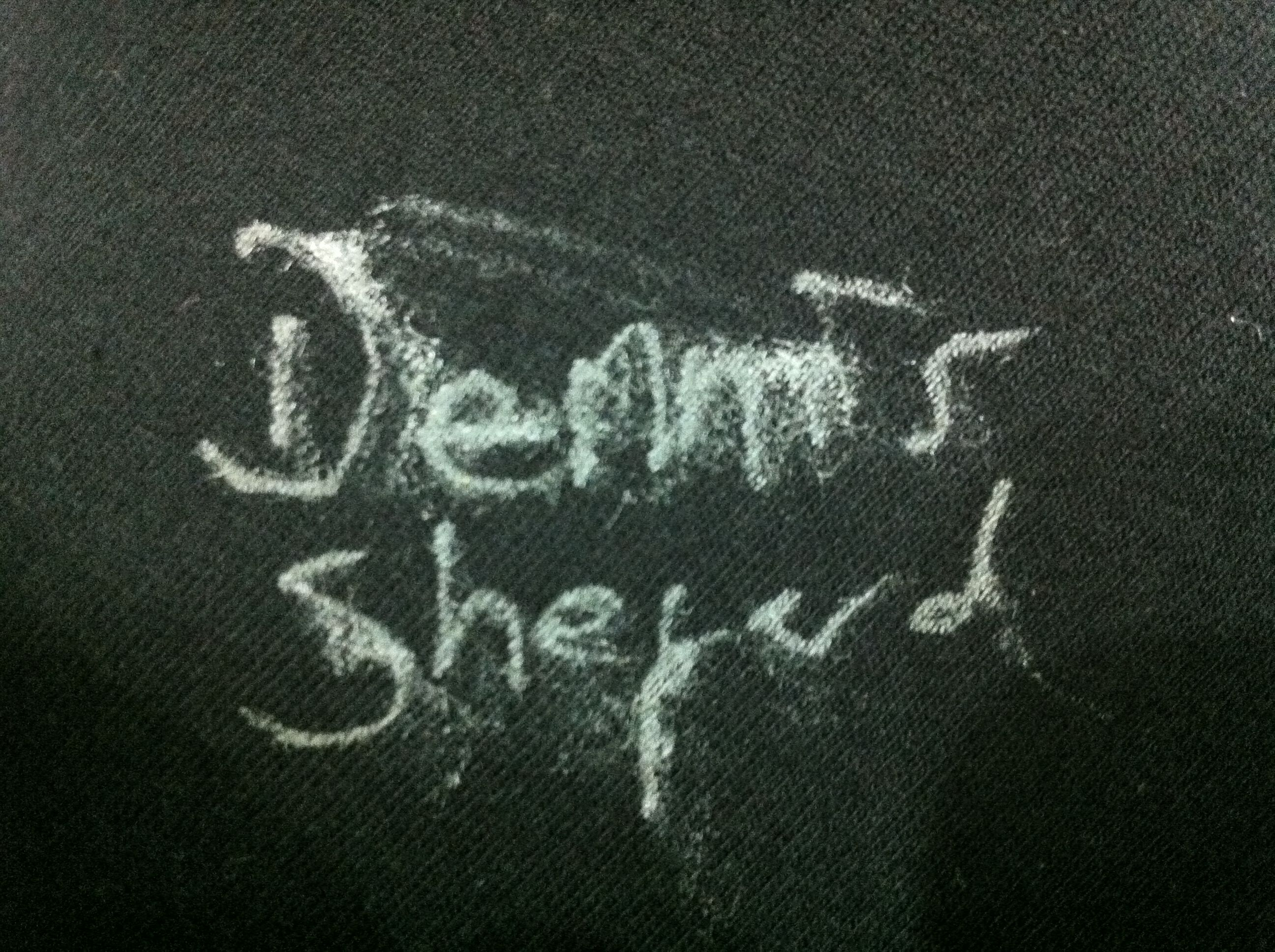
Unterschrift

Dennis Sheperd (eigentlich Dennis Schäfer) ist ein deutscher Trance-DJ und -Produzent aus Essen, der zurzeit in Berlin wohnt.

## Biographie
Erste Erfolge hatte Dennis Sheperd 2007 mit der Produktion A Tribute to Life, die von einigen bekannten DJs unterstützt wurde und ihm schließlich einen Vertrag beim Musiklabel euphonic records brachte. Eine seiner erfolgreichsten Produktionen war Black Sun, insbesondere der Remix von Ronski Speed. Mehrere Kooperationen hatte Sheperd auch mit dem ebenfalls deutschen Trance-Produzenten Cold Blue aus Mainz. Erfolg hatten die beiden vor allem mit der Single Freefalling.
2009 veröffentlichte Sheperd die Single Somehow, einer Zusammenarbeit mit dem australischen DJ tyDi und der Sängerin Marcie. Am 16. September 2011 erschien Sheperds Debütalbum A Tribute to Life. Die erste Single seines Albums, Fallen Angel, wurde auf Beatport ein Nummer-eins-Hit in den Trance-Charts. 2011 hatte er auch einige bekannte Trance-Künstler wie Above & Beyond, Gareth Emery oder Tiësto geremixt.
Seit Januar 2014 sendet der Internetradio-Sender DI.fm die wöchentlich revolvierende, zweistündige Sendung A Tribute to Life mit  Dennis Sheperd als Resident-DJ.

## Diskographie

### Alben
- 2011: A Tribute to Life
- 2015: Fight Your Fears
- 2021: Find the Sunrise
- 2022: Onwards // Upwards

### Mix-Compilations
- 2012: Talla 2XLC vs. Dennis Sheperd – Techno Club Vol. 38
- 2012: High Contrast Recordings presents Dennis Sheperd
- 2022: In Search Of Sunrise 18 (mit Markus Schulz & Matt Fax)

### Singles (Auswahl)
- 2007: A Tribute to Life
- 2009: Freefalling (mit Cold Blue)
- 2009: Black Sun
- 2009: Somehow (mit tyDi feat. Marcie)
- 2011: Fallen Angel (mit Cold Blue feat. Ana Criado)
- 2012: Two Worlds (mit Talla 2XLC)
- 2012: Go! (mit Markus Schulz)
- 2012: Edge of the World
- 2014: Freudenrausch (mit Rank 1)
- 2014: Runaway (mit JES & Cold Blue)
- 2014: Bring You Home (mit Chloe Langley)
- 2015: Starlight (mit Christina Novelli)
- 2015: Where I Begin (mit Katty Heath)
- 2016: Dive (mit Sarah Lynn)
- 2019: Cabin Fever (mit Orjan Nilsen, Estiva & Nifra)
- 2020: Malam (mit Roger Shah & Richard Durand)
- 2020: I Can Feel (mit Sunlounger)
- 2021: By My Side (mit JES)
- 2022: The Fall (mit York & Iris)
- 2023: Denials (mit Diana Miro)

### Remixe (Auswahl)
- 2007: Mike Shiver & Elevation – Hurricane
- 2010: Binary Finary – 1998 (mit tyDi)
- 2011: Above & Beyond feat. Richard Bedford – Sun & Moon
- 2011: Gareth Emery feat. Emma Hewitt – I Will Be The Same
- 2011: Allure feat. Christian Burns – On the Wire
- 2011: DJ Shog – ComeBack
- 2011: Armin van Buuren – Mirage
- 2011: Marc Marberg with Kyau & Albert – Neo Love
- 2011: Ronski Speed feat. Renee Stahl – Out of Control
- 2013: Markus Schulz feat. Sarah Howells – Tempted
- 2016: JES & Austin Leeds & Redhead Roman – Happy
- 2018: Marcel Woods – Beautiful Mind
- 2019: Gareth Emery & Ashley Wallbridge feat. Nash – Vesper